# ヴェルナーの法則
ヴェルナーの法則（ヴェルナーのほうそく、丁: Verners lov, 独: Vernersches Gesetz, 英: Verner's law）またはヴァーナー（ヴェアナー）の法則、フェルナーの法則はゲルマン祖語における音韻推移を示す法則であり、無声摩擦音 *f, *θ, *s, *x が強勢のない音節の直後に来る場合有声化して各々 *b, *d, *z, *g になることである。デンマーク人学者のカール・ヴァーナー（ヴェルナー）が1875年に発見した。

## 概説
グリムの法則の発見後、それに従わない例も見つかった。印欧祖語の無声閉鎖音 *p, *t, *k はグリムの法則に従えばゲルマン祖語の *f, *θ（一般的なゲルマン祖語の再建表記では þ と表記される）、*x（再建表記では h と表記される）に変化したはずであったが、印欧祖語で *p, *t, *k（ラテン語、ギリシア語、サンスクリット、バルト語派、スラヴ語派などで一致）と考えられたのにゲルマン祖語ではそれらに対応する有声閉鎖音 *b, *d, *g として出現するような単語が数多く見つかった。
印欧祖語 *t > ゲルマン祖語 *d という変化のよく知られている例は 'father' である。
印欧祖語 *ph₂tḗr（マクロンは長音を示す）> ゲルマン祖語 *fadēr（予想は *faþēr だが）
不思議なことによく似た *bʰréh₂tēr 'brother' はグリムの法則通り *brōþēr に変化した。さらには印欧祖語の *t に対応して（語根は共通であるが形が異なる）*θ と *d の両方が見られることもよくある：たとえば、 不定詞 *werþanan 'turn' や過去形 *warþ 'he turned' などに対し、複数過去形および過去分詞などの変化形は *wurd- を語幹とする。
ラスムス・ラスクもヤーコプ・グリムもこの矛盾に気づいており「例外がないわけではない」とコメントしていたが、うまく説明できなかった。
半世紀後、これら2種類の変化の要因を初めて発見したのがヴェルナーである。彼は無声摩擦音の有声化（および有声閉鎖音 *b、*d、*g への変化）が語頭でない場合、また印欧祖語で強勢のなかった音節の直後に限り、起きることに気づいた。もとの強勢の位置はギリシア語やサンスクリット語では多く保存されているが、ゲルマン語では語頭の音節に固定される。ゆえに *ph₂tḗr と *bʰréh₂tēr の重要な違いは、強勢が第2音節にあるか第1音節にあるかということである（たとえばサンスクリット語の pitā と bhrātā）。
- werþ- | *wurd- の対照は同様に強勢の位置の違い（語幹 | 語尾）で説明される。ほかにも次のような変化がある：

現代ドイツ語 ziehen | (ge)zogen 'draw' < ゲルマン祖語 *teuh- | *tug- < 印欧祖語 *dewk- | *duk- 'lead'（＞ラテン語 ducere＞英 produce, reduce, etc.）
ヴェルナーの法則はゲルマン祖語の *z （印欧祖語の *s 由来）にも当てはまる。しかし例外として、北ゲルマン語と西ゲルマン語ではこの *z がさらに *r に変化し、一部の活用では /s/ と /r/ の対立が生じている。たとえば古英語の動詞 ċēosan 'choose' は過去複数では curen, 過去分詞では (ġe)coren であった。これは
　< *keus- | *kuz- < *ǵews- | *ǵus- 'taste, try' 
による変化である。現代英語では過去分詞が coren となりそうなものだが、実際には choose と chose の子音が採用されて chosen となったのである。しかしヴェルナーの法則の /r/ は were （< ゲルマン祖語 *wez- ； was につながる）においては消えなかった。同様に、lose に対しては lost がある一方で、複合語 forlorn も残っている。
ヴェルナーの法則による変化は年代的にはゲルマン祖語における第1音節への強勢推移よりも前に起きたものである。また、最近までヴェルナーの法則は、グリムの法則に従う基本的変化が起きた後の変化であると思われていたが、その逆もありうることが示されている。現在はむしろその逆を主張する説が有力になりつつある。